# Relações entre Armênia e União Europeia
As relações entre Armênia e União Europeia têm tido uma variada relação ao longo dos anos. A Armênia, uma grande nação cristã, tem amplos vínculos culturais e históricos com a Europa, mesmo estando localizada em uma região extrema do continente europeu.

## Antecedentes
A Armênia, uma nação cristã localizada na junção da Europa Oriental com a Ásia Ocidental, possui profundas relações culturais e históricas com a Europa, incluindo uma antiga e extensiva diáspora.
A primeira nação a adotar o cristianismo no ano de 301, a Armênia fez parte dos impérios Romano, Bizantino, Persa, Otomano e Russo, bem como da União Soviética. Os armênios especialmente desempenharam um papel de importância no Império Bizantino, servindo como símbolos militar e político. Heráclio, Levon V, Basílio I, Romano I e João I Tzimisces são exemplos de imperadores bizantinos que tiveram origem armênia ou ascendência.
Quando a Armênia foi dominada pelos turcos seljúcidas durante a Idade Média, os refugiados armênios fugiram para a costa leste do Mar Mediterrâneo e instituiu-se o Reino Armênio da Cilícia. A Armênia ciliciana serviu de aliada chave para as cruzadas europeias. A dinastia Lusignan da França foi resultante do casamento com a família real ciliciana. No século XIV, a Armênia ciliciana finalmente caiu com os mamelucos e o rei Levon V refugiou-se em Paris onde morreu em 1393 após um chamado em vão para uma outra cruzada. Não foi até o século XIX, com o sucesso da conquista czarista da Armênia Oriental, que a Armênia foi reunificada à civilização europeia.

## Relações Armênia-UE
O Acordo de Associação da União Europeia (assinado em 1996 e em vigor desde 1999) serve de base para as relações bilaterais UE-Armênia. Desde 2004, Armênia e os demais países do Sul do Cáucaso tem sido parte da Política de Vizinhança Europeia (PVE) promovendo laços estreitos entre a Armênia e a UE. Um plano de ação da PVE para a Armênia foi publicado em 2 de março de 2005, "destacando áreas onde a cooperação bilateral poderia ser viável e valiosa". O plano estabelece "prioridades definidas conjuntamente em determinadas áreas para os próximos cinco anos." Em novembro de 2005, consultas formais sobre o plano de ação foram abertas em Ierevan e estão em andamento desde 2007.

## Opiniões
Há muito interesse de a Armênia finalmente aderir à União Europeia, especialmente entre os mais notáveis políticos armênios. e a opinião pública em geral na Armênia. De qualquer modo, o atual presidente, Robert Kotcharyan, disse que irá manter a Armênia vinculada à Rússia e a OTSC, parceiros que permanecem fora da UE e OTAN.
Diversos oficiais armênios expressaram seu desejo de o país possivelmente juntar-se à União Europeia. Alguns até mesmo preveem que se fará uma candidatura oficial para membro dentro de alguns anos.
Segundo Artur Baghdasarian, líder do partido Estado de Direito e ex-presidente do parlamento, a associação armênia na UE "deve ser uma das prioridades chave da política externa presente e futura" do país. Baghdasarian acredita que a "adesão à UE abrirá novos caminhos para a Armênia passar para um novo meio geopolítico bem como um novo ambiente econômico". Acrescentou também que "capacitará a Armênia para ter acesso a um novo sistema de segurança".  A adesão à UE está na agenda de muitos partidos políticos na Armênia incluindo o partido pro-ocidental Herança.
A opinião pública armênia indica que 64% de uma mostra de 2000 pessoas são favoráveis a adesão do país ao bloco, enquanto apenas 11,8% são contrários. Outra pesquisa realizada na capital, Ierevan, mostra que "72% dos residentes da cidade acreditam, com diferentes graus de convicções, que o futuro do país está nas mãos da UE ao invés da CIS dominada pela Rússia."  Ainda, mais de dois terços da população do país acredita que a Armênia não estará apta a aderir à UE, pelo menos até 2015.  Uma sondagem realizada em 2007 indica um crescimento no interesse armênio na UE, onde 80% do público armênio é favorável a uma eventual adesão.

## Assuntos potenciais
A Armênia continua em conflito sobre a disputa do enclave de Nagorno-Karabakh com o vizinho Azerbaijão, que possui o território de jure. Desde 1994, um cessar-fogo está estabelecido, mas as tensões seguem muito altas. Embora a economia do país tenha obtido uma das mais altas taxas de crescimento do mundo nos últimos anos, sucede uma baixa de muitos anos de contínua recessão. A Usina nuclear de Metsamor, que se situa há aproximadamente 40 km ao oeste de Ierevan, foi construída acima de uma zona de atividades sísmicas e é uma questão a cerca das negociações entre a Armênia e o bloco europeu.